# Operation Attleboro
Schlacht um Tua Hai (1960) – Schlacht um Ap Bac (1963) – Schlacht von Nam Dong (1964) – Tonkin-Zwischenfall (1964) – Operation Flaming Dart (1965) – Operation Rolling Thunder (1965–68) – Schlacht von Dong Xoai (1965) – Schlacht im Ia-Drang-Tal (1965) – Operation Crimp (1966) – Operation Hastings (1966) – Schlacht von Long Tan (1966) – Operation Attleboro (1966) – Operation Cedar Falls (1967) – Schlacht um Hügel 881 (1967) – Schlacht bei Dak To (1967) – Schlacht um Khe Sanh (1968) – Tet-Offensive (1968) – Schlacht um Huế (1968) – Operation Speedy Express (1968/69) – Operation Dewey Canyon (1969) – Schlacht am Hamburger Hill (1969) – Operation Menu (1969/70) – Operation Lam Son 719 (1971) – Schlacht um FSB Mary Ann (1971) – Schlacht um Quảng Trị (1972) – Operation Linebacker (1972) – Operation Linebacker II (1972) – Schlacht von Xuan Loc (1975) – Operation Frequent Wind (1975)

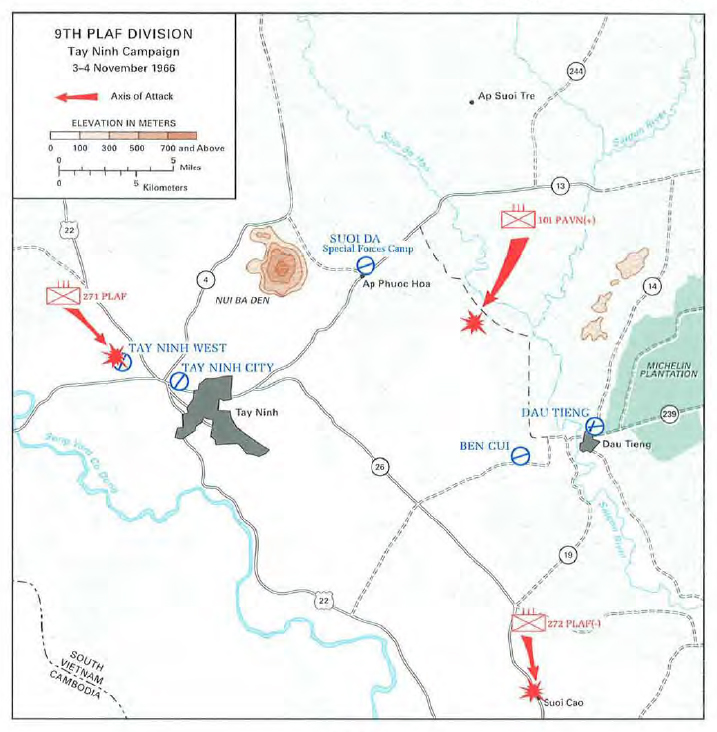
Lagekarte zur Operation Attleboro vom 3.–4. November 1966

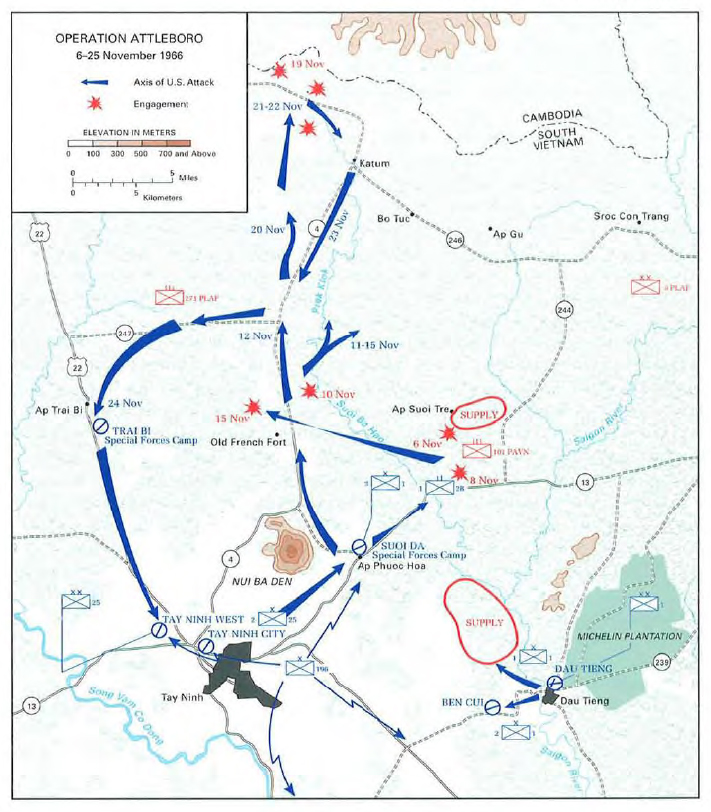
Lagekarte zur Operation Attleboro vom 6.–25. November 1966

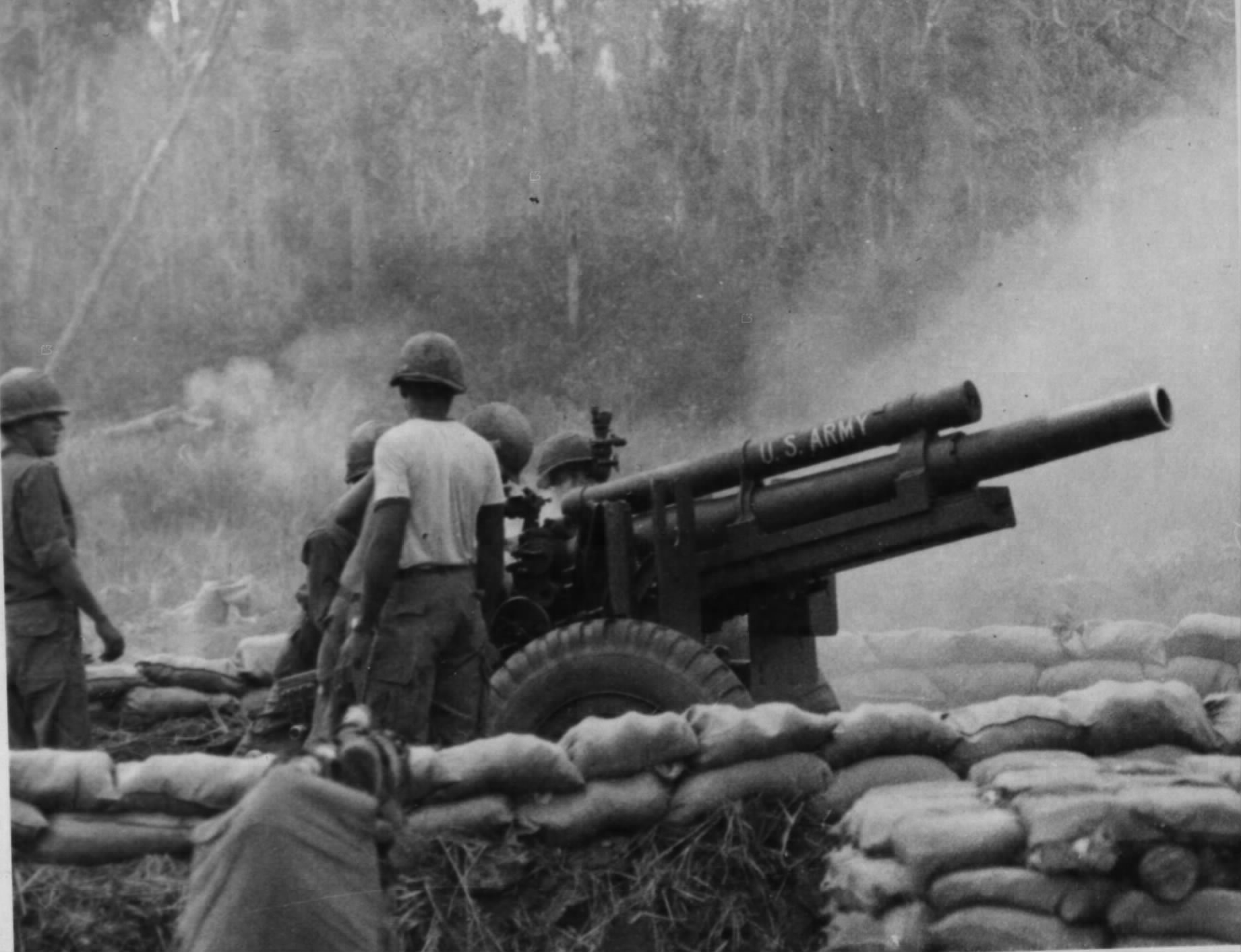
Feuerunterstützung des 2nd Battalion, 33rd Artillery, während Operation Attleboro am 18. November 1966

Operation Attleboro war der Codename der Schlacht um Dau Tieng und Dong Minh Chau und wurde vom 14. September bis 24. November 1966 nordwestlich von Dau Tieng durchgeführt. Benannt wurde die Operation Attleboro nach der Garnisonsstadt Attleboro in Massachusetts/USA.
Die Operation Attleboro gliederte sich in zwei Phasen: Phase I (September bis November 1966) und Phase II (November 1966) und war eine der größten luftbeweglichen Operationen des US-Heeres gegen Vietcong-Stellungen in der Region um Tây Ninh nahe der Grenze zu Kambodscha.
In dieser Region lagen zahlreiche Tunnelsysteme und getarnte Bunkerstellungen des Vietcong und der Vietnamesischen Volksarmee, versorgt aus den Stützpunkten in Kambodscha.
Seit Oktober 1965 hatte die 2. NVA-Division und die 3. NVA-Brigade hier ihren Verfügungsraum eingerichtet. Schon in der Zeit des Kolonialkrieges gegen die Franzosen hatte die Vietminh in dieser Region ihr Rückzugsgebiet.
Hauptsächlich beteiligt an der Search and Destroy Operation war die neu in Vietnam eingetroffene und relativ unerfahrene 196. US-Leichte Infanteriebrigade unterstützt durch Truppenteile der 25. US-Infanteriedivision, der 1. US-Infanteriedivision unter Generalmajor William E. DePuy und einer Brigade der 4. US-Infanteriedivision. Außerdem waren Kampfunterstützungstruppen der ARVN und regionale Nung-Kräfte zusammen mit „Mike Forces“ (US Special Forces) beteiligt.
In Phase II musste außerdem die 173. US-Luftlandebrigade in die Kämpfe eingreifen, um die 196. US-Leichte Infanteriebrigade vor der Vernichtung zu bewahren.
Die Operation unterlag der Befehlsgewalt der II. Field Force.
Die 196. US-Leichte Infanteriebrigade unter dem Kommando von Generalmajor Frederick C. Weyland war in der Garnison von Tây Ninh stationiert und bekam den Auftrag Feindkräfte in der Kriegszone C westlich der Michelin Kautschukplantage aufzuspüren und zu vernichten.
Das Operationsgebiet lag in der Feuchtsavanne um den Gebirgszug Nui Ba Den (auch als Black Virgin Mountain bekannt) der Vormarsch und die Verbindung der einzelnen Einheiten untereinander wurde durch das mannshohe Elefantengras stark erschwert. Zahlreiche Termitenhügel machten die Hubschrauberlandungen zu einem großen Problem.
In der Phase I gab es keine nennenswerte Feindberührung, die schweren Kämpfe entwickelten sich erst im November 1966 in der Phase II.
Phase I hatte mehr den Charakter eines Großmanövers als einer militärischen Operation unter Gefechtsbedingungen.

## Hinterhalt
Nachdem es in Phase I lediglich gelang die Reisvorräte des Feindes zu beschlagnahmen, der US-Nachrichtendienst jedoch Truppenbewegungen meldete, die aber nicht genau lokalisiert werden konnten, lief die aggressive Phase II an.
Dabei kam es zur Schlacht mit Truppen der NVA und des Vietcong. Die Phase II setzte sich aus dem Hinterhalt vom 3. bis 5. November 1966 und der Search and Destroy-Operation vom 6. bis 25. November 1966 zusammen.
Den Oberbefehl über die Phase II hatte Brigadegeneral Edward H. de Saussure. Gekämpft wurde unter schwersten Bedingungen, teilweise musste ein Bataillonskommandeur über Funk 11 Infanteriekompanien in der chaotischen Schlacht führen.
Im November führte Major Guy S. „Sandy“ Meloy eine Hammer-und-Amboss Operation durch, woraus sich schwere Gefechte mit der 9. Vietcong-Division entwickelten.
Das 1. Btl./27. US-Infanterieregiment „Wolfhounds“ verlor im dichten Buschwald der Feuchtsavanne völlig die Orientierung und die einzelnen Kompanien konnten die Verbindung untereinander nicht halten. Eine Patrouille wurde auf dem „Ghost Town Trail“ von starken Vietcongkräften angegriffen und dabei völlig aufgerieben.
Die Vietcong feuerten aus gut getarnten, von der Luft aus nicht sichtbaren Bodenstellungen und ihre Scharfschützen in den hohen Bäumen fügten den US-Soldaten schwere Verluste zu.
Nachts kam es zu mehreren Angriffswellen der Vietcong. Dabei wurden Meloys Soldaten niedergehalten und seine drei Kompanien nahezu vollständig vernichtet.
Aus einer Reispatrouille in der Zone C entwickelte sich die bislang größte Schlacht des Vietnamkrieges. Im Kern kämpften zwei Bataillone des Gegners gegen 450 Mann der 1. US-Infanteriedivision. Von drei Seiten näherten sich VC und nordvietnamesische Kräfte mit Feuerschutz durch Mörserfeuer und Maschinengewehren auf US-amerikanische Soldaten, die sich teilweise eingegraben haben. Im Verlauf der Kämpfe kamen US-Artillerie und Kampfflugzeuge zum Einsatz, um durch Artillerie-Sperrfeuer und Napalmschläge den Druck auf die bedrängten US-Einheiten zu nehmen.
Allein bei diesen Gefechten sollen 529 Vietcong gefallen sein. Bei einem Hubschrauberabschuss erlitt der stellvertretende Kommandeur der 1. US-Infanteriedivision, Brigadegeneral James Hollingsworth, nur leichte Verletzungen.
Ein amerikanischer Offizier der 1. US-Infanteriedivision bezeichnete den Vietcong und die Nordvietnamesen als „den härtesten Gegner seit den Indianerkriegen“. 11 US-Kompanien erlitten nach einem hohen Ausfall von Offizieren und Unteroffizieren derart hohe Verluste, so dass eine Kompanie von einem Obergefreiten kommandiert werden musste.
Während der heißen Phase der Gefechte waren über 20.000 US-Soldaten im Einsatz und kämpften in einer verlustreichen Schlacht gegen die 5.000 bis 6.000 Soldaten 2. NVA-Division und die 9. Vietcong-Division, welche als eine der besttrainierste Guerilla-Einheit galt und für eine Großoffensive gegen die Hauptstadt Saigon zusammengezogen werden sollte.

## Kommandeure
- Generalmajor Edward de Saussure (* 26. November 1918 in El Paso, Texas, USA; † 11. Juli 2002 in Ponte Vedra, St. Johns County, Florida, USA.[3]) 1941 Absolvent der US-Militärakademie. de Saussure kämpfte im Pazifikkrieg in verschiedenen Artillerie-Einheiten, u. a. im 4th Field Artillery Battalion. 1947–49 Master Degree auf der Johns Hopkins University in Baltimore, Maryland für Elektrotechnik. Später kämpfte er im Koreakrieg. Im Vietnamkrieg diente er zunächst als Assistant Division Commander/Support der 25. US-Infanteriedivision. Von August bis Dezember kommandierte er die 196. Infanteriebrigade. Von 1970 bis 1972 war de Saussure Kommandeur der White Sands Missile Range[4]
- Major Guy Stanley „Sandy“ Meloy III. (* 16. Mai 1930. Washington, District of Columbia, USA. † 25. August 2013. San Antonio, Bexar County, Texas, USA[5]) 1949 Westpoint-Absolvent und 1953 Kommandeur einer Infanterie-Einheit. Er wurde als Ranger und Fallschirmjäger ausgebildet. Meloy diente in Deutschland, Libanon, Korea und Vietnam.[6] Während der Operation Attleboro ging Major Meloy am 3. November 1966 ins Gefecht. Er hatte von Anfang an größte Schwierigkeit, im schweren Gelände mit dichtem Bewuchs (dreischichtige Tropenwaldstruktur – Luftaufklärung nahezu unmöglich), unzureichenden Kommunikationsmitteln (Probleme mit der Fernmeldetechnik, Sprechfunk) und so gut wie überhaupt keiner Kenntnislage über die Positionen des Gegners, den Kampf zu führen. Für seine Leistungen und Tapferkeit während der Operation Attleboro wurde Meloy mit dem Distinguished Service Cross und dem Purple Heart ausgezeichnet.

## Bilanz
Über 1.000 Vietcong und 155 US-Soldaten fielen in den Kämpfen, 494 US-Infanteristen wurden schwer verletzt.
Brigadegeneral Edward H. de Saussure geriet danach in schwere Kritik, warum er die 196. US-Leichte Infanteriebrigade als völlig unerfahrene Einheit in das Gefecht mit kriegserprobten Vietcong schickte und damit für die hohen Verlustzahlen verantwortlich wurde.
„Confusion was rampant on the U.S. side of the ferocious collision of forces - Auf der US-Seite war die Verwirrung über die wilde Kollision der Streitkräfte beherrschend.“
De Saussure war Artillerist aus dem Zweiten Weltkrieg („Cam’s counterpart, the 196th LIB commander, Brig. Gen. Edward H. de Saussure, an artilleryman in World War II and guided missile expert thereafter, was in his first infantry command. De Saussure had little reason to expect what was coming. – Cams Gegenstück, der Kommandeur der 196. LIB, General Edward H. de Saussure, ein Artillerist aus dem Zweiten Weltkrieg und danach Experte für Lenkwaffen, befand sich in seinem ersten Infanteriekommando. De Saussure hatte wenig Grund zu der Annahme, was da kommen würde.“), hier bei seiner ersten Verwendung als Kommandeur eines Infanterieverbandes.
„But, this wide-ranging struggle would be triggered, driven and shaped not by well-laid plans of either Colonel Cam or General de Saussure, but rather by the ferocious action in a bloody three-day battle that exploded unexpectedly in a thickly wooded four-square-kilometer patch 14 kilometers northwest of Dau Tieng. In those 72 hours, a decisive victory was won by a few American soldiers whose units suffered almost 40 percent of the U.S. battle deaths during the entire three-week operation. Unfortunately for the American survivors of that fight, most did not know what they had achieved at the battle’s end, and it is likely many of those men still do not know the results today.  - Aber dieser weitreichende Kampf wurden nicht durch gut durchdachte Operationspläne von Oberst Cam oder General de Saussure ausgelöst, getrieben und geprägt, sondern durch die grausame Aktion in einer blutigen dreitägigen Schlacht, die unerwartet in einem dicht bewaldeten Fläche von 4 Quadratkilometer Ausdehnung, 14 Kilometer nordwestlich von Dau Tieng, explodierte. In den 72 Stunden Kampfhandlungen errangen einige wenige amerikanische Soldaten, deren Einheiten während der gesamten dreiwöchigen Operation fast 40 Prozent der US-amerikanischen Todesfälle erlitten, einen entscheidenden Sieg. Unglücklicherweise war den US-amerikanischen Überlebenden dieses Kampfes nicht bewusst, was sie am Ende der Schlacht erreicht hatten, und es ist wahrscheinlich, dass viele dieser Männer die Ergebnisse bis heute noch nicht kennen.“
Als Erfolg der Operation Attleboro wurde ein schwerer Schlag gegen das Versorgungssystem des Gegners gewertet, dafür konnte jedoch die regionale Vorherrschaft der Vietcong in der Tay Ninh Provinz nicht gebrochen werden. Es gelang den feindlichen Truppen immer wieder sich nach Kambodscha zurückzuziehen und nach dem US-amerikanischen Abzug die Gebiete erneut zu besetzen.
General DePuy sah den Erfolg darin, dass das 272. VC-Regiment der 9. VC-Division „unwirksam“ gemacht wurde und das 101. und 273. VC-Regiment schwere Verluste erlitten hatte. Spätere Dokumente zeigten, dass dem nicht so war.
Operation Attleboro war eine Art Feldversuch des neuen “Search and Destroy”-Konzeptes, welches mit anderen Großoperationen wie Cedar Falls oder Junction City fortgeführt wurde. Massive „Arc Light”-Bombenangriffe von B52-Bombern sollten der Bodenoffensive zuvor kommen, gefolgt von luftbeweglichen Angriffen, um Kontakt mit VC- und nordvietnamesischen Kräften zu provozieren. Meist deuteten Hinweise wie geräumte Lager und leere Tunnelsysteme darauf hin, dass Überraschungsangriffe in der Regel fehlschlugen, da der Feind bereits vorher alarmiert worden war. Es stellte sich heraus, dass de Saussures Konzept, den Tropenwald mit Infanterie-Einheiten zu durchkämmen, bezüglich Menschen- und Materialverlust zu kostspielig war.
General DePuy sagte gegen Ende der Schlacht aus: „Unsere Chancen, den Feind nochmals zur Schlacht zu stellen, sind sehr zusammengeschrumpft. Wir sind da jetzt zu stark.“